# 歐洲大學史

博洛尼亚大学的标识

欧洲大学史可以追溯到1088年博洛尼亚大学或巴黎大学（约1150-70年）的成立。最初的中世纪大学起源于罗马天主教会的学校。他们的目的包括培训专业人员、进行科学研究、改善社会以及训练批判性思维。大学的发展也受到外部的影响，如文艺复兴时期的人文主义（约 14 世纪中叶）、新大陆的发现（1492 年）、新教改革（1517 年）、启蒙时代（18 世纪）和政治革命的重现，增强了人权和国际法在大学课程中的重要性。
在 19 世纪和 20 世纪，欧洲大学专注于科学研究，其结构和理念塑造了当代大学。法国综合理工学院于1794年由数学家加斯帕尔·蒙日在大革命时期建立，1804年成为拿破仑一世麾下的军事院校。德国大学——洪堡模式——由威廉·冯·洪堡建立，基于弗里德里希·施莱尔马赫关于自由、研讨会和实验室重要性的自由主义思想，与法国大学模式一样，它涉及严格的纪律和对大学各个方面的控制。大学在 19 世纪和 20 世纪，大学专注于科学研究，直到 1914 年之后才向普通民众开放。此外，直到 19 世纪末，宗教对学术课程和研究也产生了重大的影响，当时德国大学模式已成为世界标准。在其他地方，英国人也在世界范围内建立了大学，从而使世界各地的民众都能接受高等教育。

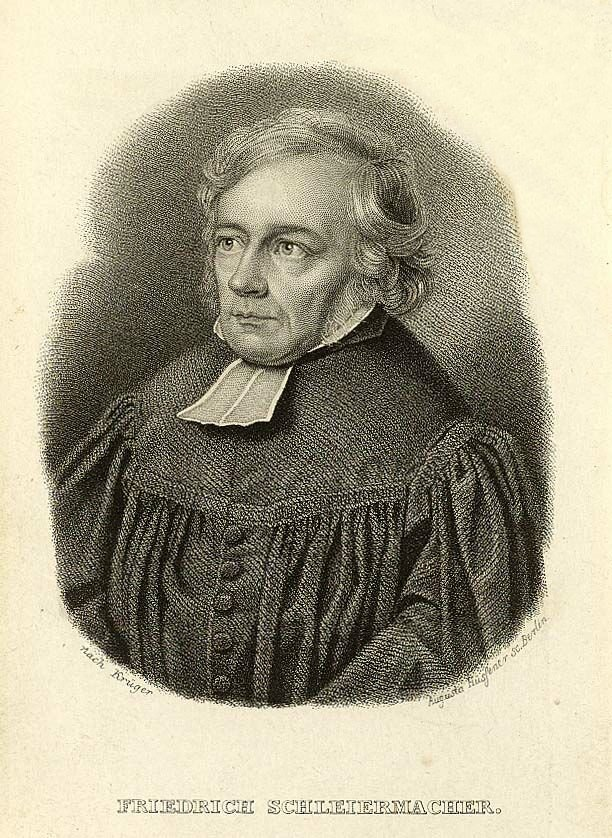
弗里德里希·施莱尔马赫

## 欧洲大学的先驱

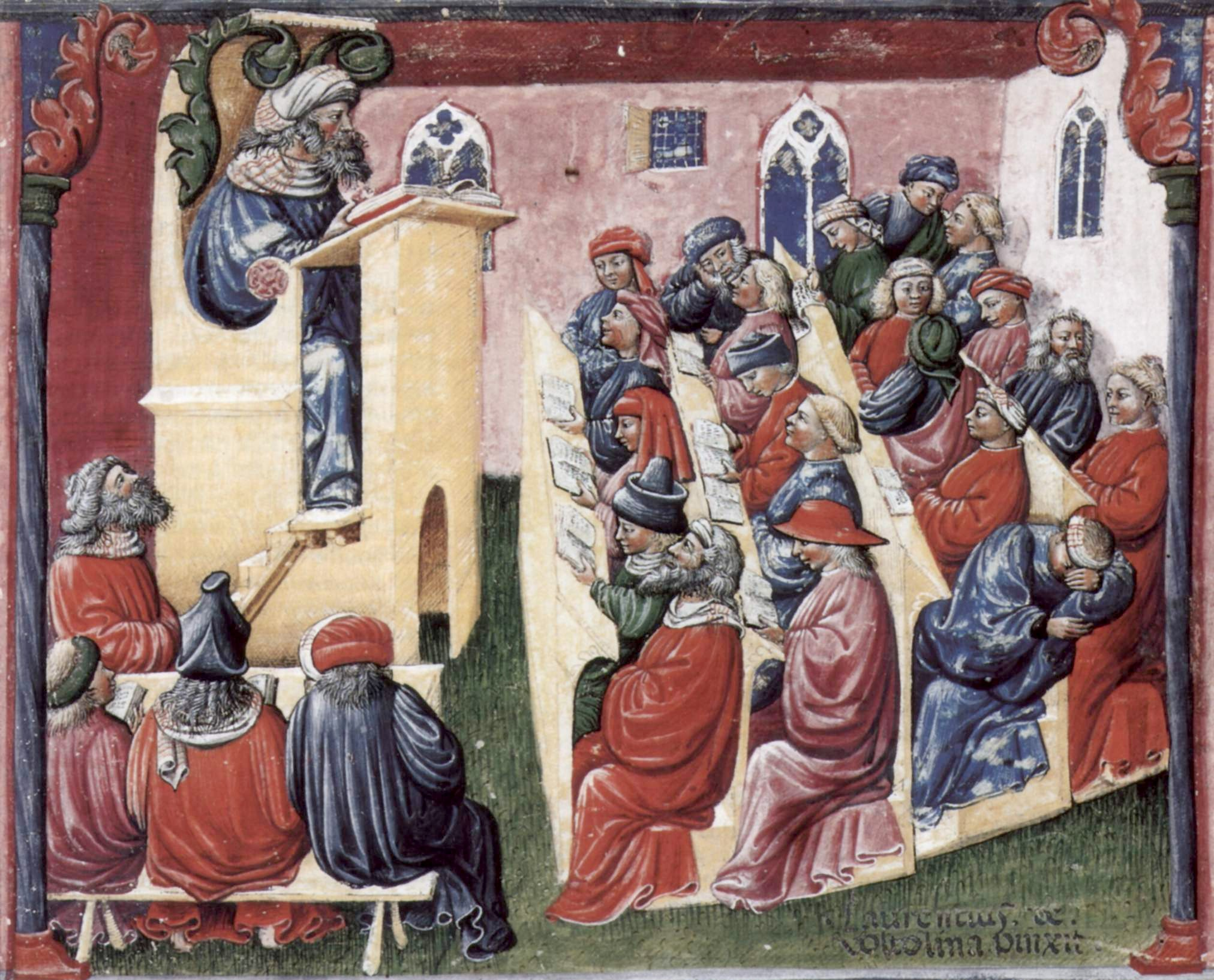
大学课堂展示，1350年代。

历史上，始建于1088年的博洛尼亚大学被誉为“欧洲大学之母”。然而，这一说法被视为意大利民族主义和民族团结的象征，导致一些人质疑博洛尼亚声称是第一所真正的大学的合法性。 尽管如此，根据官方文件和中世纪研究，博洛尼亚大学仍然保留着世界上最古老大学的称号。如果“大学”一词是指由不同学科的学生和教授组成的单一法人团体，而不是简单地存在法人团体，那么成立于1208年的巴黎大学，也算是第一所大学。 
古典希腊罗马知识的重新发现（例如亚里士多德的著作和罗马法），导致了的发展（学生行会），从而建立了当代意义上的大学。 反过来，传统的中世纪大学——从天主教会学校演变而来——然后建立了专门的学术结构，以适当地教育更多的学生成为专业人士。《欧洲大学史》的编辑沃尔特·吕格 (Walter Rüegg) 报告说，当时的大学只将学生培养成神职人员、律师、公务员和医生。 然而，对古典时代知识的重新发现将大学从实践艺术转变为发展“为知识而知识”，到 16 世纪，这被认为是公民社会实践需求不可或缺的一部分。 因此，学术研究是为了促进科学研究， 因为在寻找控制自然以造福公民社会的手段时，科学已经通过“对新奇事物的开放态度”成为大学课程的重要组成部分。 

## 早期欧洲大学的结构和分布

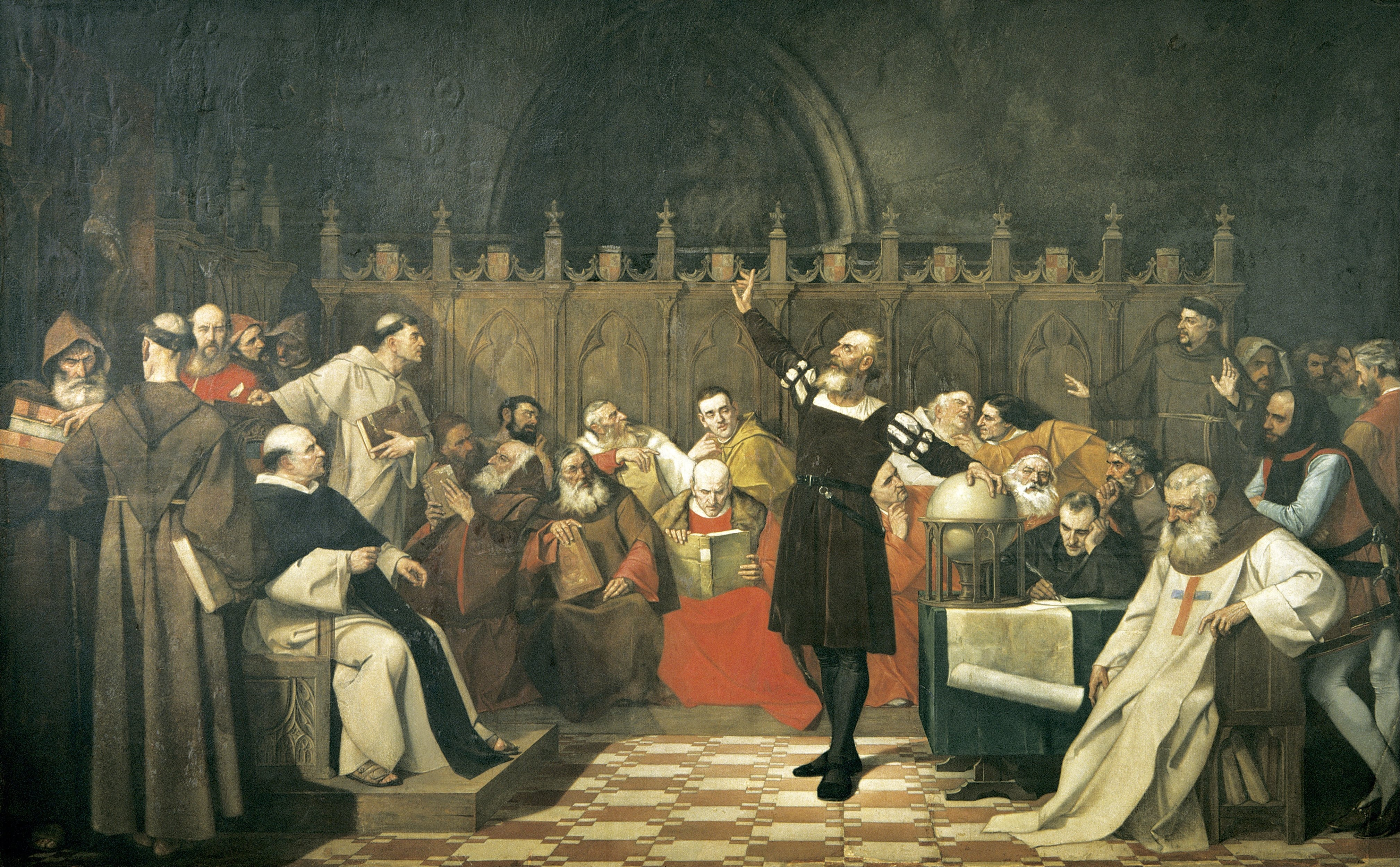
克里斯托弗·哥伦布在萨拉曼卡大学的智者们面前。

欧洲大学的激增部分是因为一些团体决定从原来的大学中分离出来以促进他们自己的理想；巴黎大学在西欧培养了很多大学，而博洛尼亚大学在南欧培养了很多大学。 一些政治领导人还创建了大学，以利用它们来增加他们的政治权力和声望。例如，神圣罗马帝国皇帝腓特烈二世于 1224 年创立了那不勒斯大学，以培养律师和行政人员，这些律师和行政人员可以与博洛尼亚大学的影响力相抗衡，当时博洛尼亚大学为敌对的伦巴第同盟服务。  1218 年，国王阿方索九世创立了萨拉曼卡大学，这是西班牙世界最古老的大学，也是世界上持续运作最古老的大学之一。
这些早期课程的设置结构包括从阅读文本和对文本进行评论，以及学生通过教导其他学生来学习。大师们还向他们的班级提出有争议的问题进行讨论。 进入 18 世纪，教授们不再那么专注于简单地培训大学教师，而是更加专注于为更大的社会“塑造精英的思想”。 

## 19、20世纪欧洲大学模式

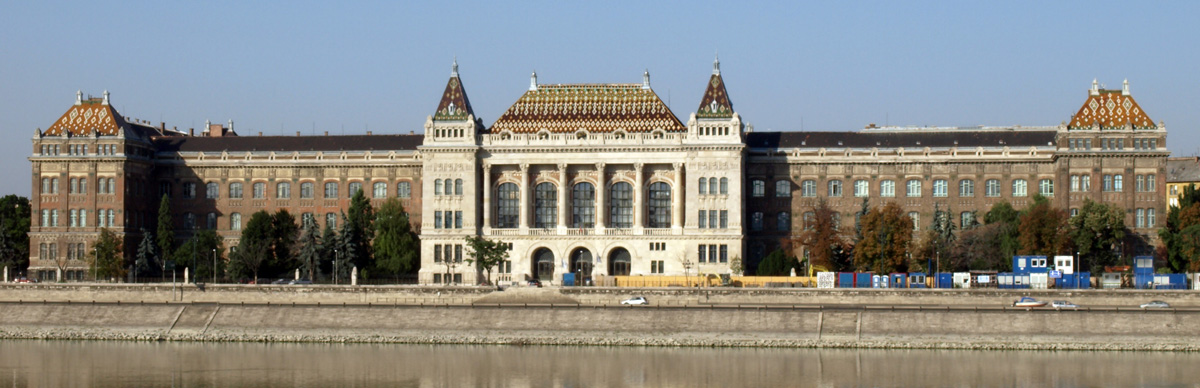
布达佩斯科技经济大学 ，最古老的技术大学，1782年成立于匈牙利

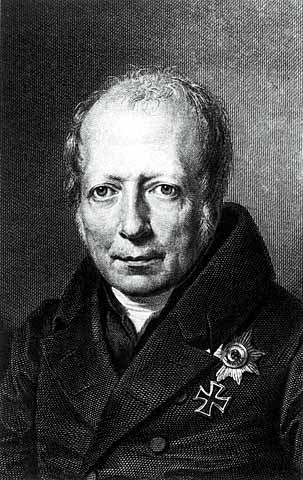
威廉·冯·洪堡

进入 19 世纪，大学的目标从教授“知识的反溯”演变为“鼓励创造性思维”。 两种新的大学模式，即德国大学模式和革命后的法国大学院模式 ，兴起并对俄罗斯和英国等已建立的模式产生了影响，尤其是伦敦大学学院和伦敦国王学院的新基金会。两者都与启蒙时代的黎明、工业化期间资产阶级的兴起以及古典中世纪经院哲学的衰落有关，应用了了截然不同的教学方法。这种自由思考和实验显然已经在英国最古老的大学中开始了，从 17 世纪开始，在牛津，英国科学方法论之父罗伯特胡克和罗伯特博伊尔，以及在剑桥，艾萨克牛顿是卢卡斯数学和物理学教授。

德国，或者说德意志地区各个邦国的情况则不同。从18世纪中叶开始出现的以理想主义价值观和古典主义为基础教育理想的德国文化市民阶级，这个阶层在获得政治权力和实现其民族主义运动的目标方面已经失败。文化市民阶级将教育作为构建民族共同体的手段，并努力争取自由，反对当权的贵族。只有当普鲁士及其专制政府在1806年被拿破仑军队彻底击败时，战败政府的软弱才允许普鲁士对该国的机构进行改革。 威廉-冯-洪堡在1809年被任命为枢密院顾问官（Geheimer Staatsrat）（不是原意的部长），只担任了一年的职务。然而，他成功地起草了国家教育系统的全面改革，包括在普鲁士初级教育系统，并建立了新的柏林大学。基于弗里德里希-施莱尔马赫和他自己的自由主义思想，其目标是展示知识的发现过程，并教导学生 "在他们的所有思考中考虑到科学的基本规律"。因此，研讨会和实验室开始发展起来。洪堡设想大学教育是一种以学生为中心的研究活动。
正如初级教育培养合格的教师一样，他通过进阶教育使自己变得可有可无。大学老师因此不再是老师，学生也不再是学生。相反，学生代表自己进行研究，教授监督他的研究并支持他。 
19 世纪早期的美国教育家也对德国教育趋势着迷。例如，1835 年的密歇根宪法采用了普鲁士方法，该宪法通过引入一系列小学、中学和密歇根大学本身，完全接受了整个普鲁士制度，所有这些都由国家管理，并得到基于税收的支持资金。然而，普鲁士原始教育改革中的一些理念、教育及其与教育、社会和国家建设的密切互动，与美国的国家怀疑主义自由意志主义思想相冲突。 

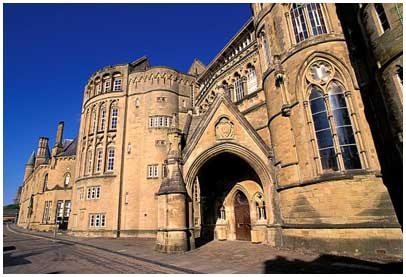
阿伯里斯特威斯大学旧学院的主入口。

自由是德国大学模式中的一个重要概念，教授制度建立在竞争和自由的基础上：教授虽然担任国家工作人员，但有在多个国家之间进行选择的自由，其身份和声望来自于专业化的科学学科。 
法国大学模式缺乏德国模式的自由，包括对严格的纪律和对课程、学位授予、观点一致性甚至个人习惯的控制（例如，1852 年禁止留胡子）。 法国大学教授在巴黎高等师范学院接受培训，他们的声望很大程度上取决于学校的声誉。 然而，到 1866 年，德国模式开始影响严格的法国模式。  巴黎综合理工学院于1794年由法国大革命期间的数学家加斯帕尔·蒙日创立，1804年成为拿破仑一世时期的军事学院。今天，该机构仍在法国国防部的监督下运作。
德国大学模式也被用于俄罗斯大学，这些大学聘请在德国接受培训的讲师并致力于科学。与此同时，俄罗斯的大学旨在以与法国大学校相同的方式培训官僚机构。在整个 19 世纪和 20 世纪，俄罗斯大学在严格程度和控制方面经历了很大变化。 
这一时期的英国大学采用了德国大学所熟悉的一些方法，但由于它们已经享有充分的自由和自主权，因此那里的变化始于启蒙时代，同样的影响启发了洪堡。牛津大学和剑桥大学强调研究的重要性，甚至比受国家权威管辖的德国大学更能真实地贯彻洪堡的大学理念。 
总体而言，科学成为 19 世纪和 20 世纪大学的重点。学生可以在研讨会或实验室进行研究，并开始撰写更具科学含量的博士论文。 按照洪堡的说法，柏林大学的使命是追求科学知识。 德国的大学系统培养了在设备齐全的实验室中进行的专业的、受官僚主义监管的科学研究，而不是英国和法国的私人和个人学者所做的那种研究。 事实上，Rüegg 断言德国制度对现代研究型大学的发展负有责任，因为它侧重于“科学研究、教学和学习的自由”的理念。 

## 师生关系

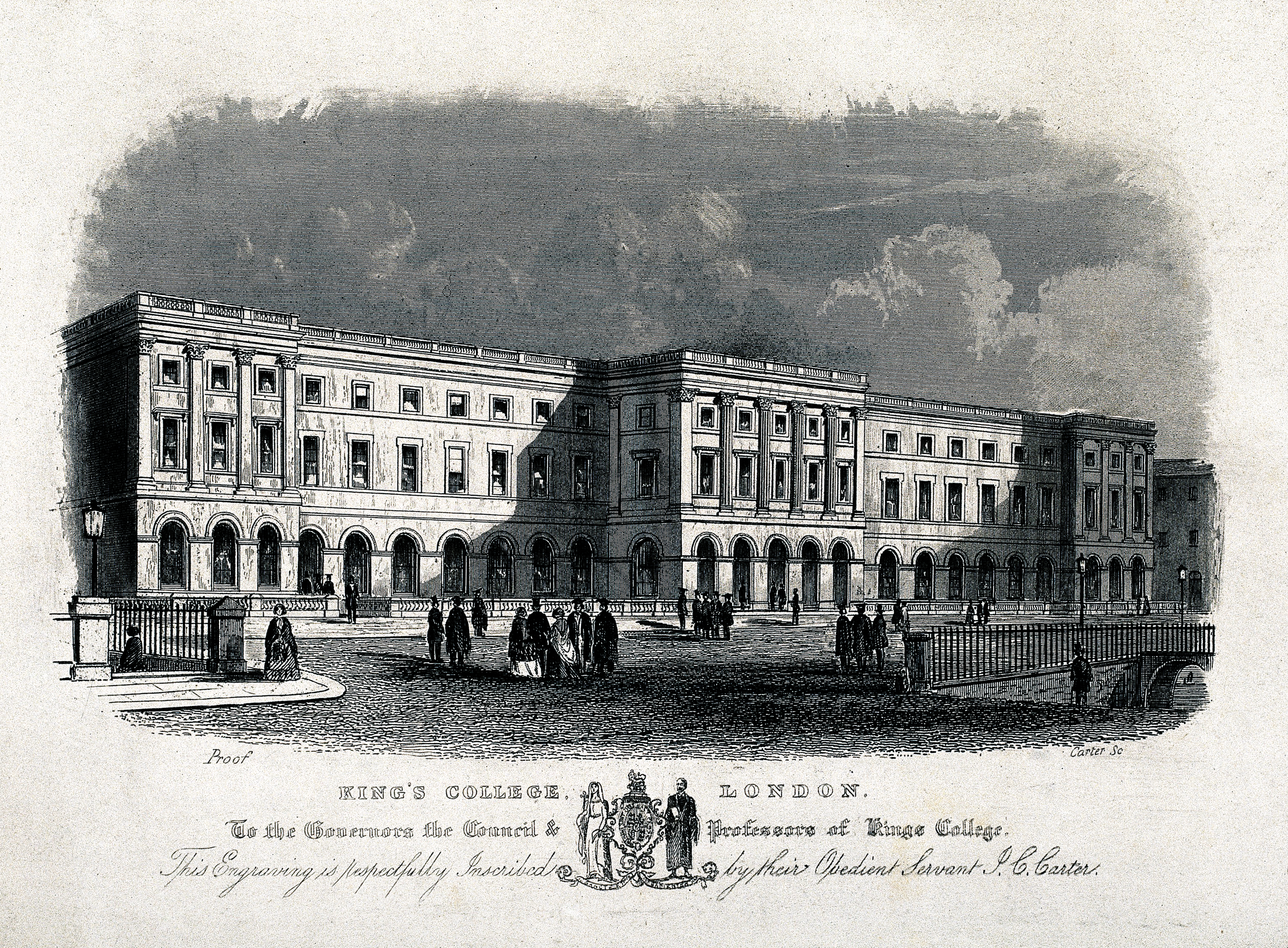
伦敦国王学院，由 JC Carter 于 1831 年雕刻。它是1836年伦敦大学的两个创始学院之一。

Schleiermacher 认为教授必须“重现[他们]自己的实现[s]”，这样学生才能观察到知识的“创造行为”。 它们是如何“智能地产生知识”的模型。 教授职位授予杰出的学者，只有在犯有严重罪行的情况下才可撤销。 在堪萨斯州立大学名誉校长詹姆斯麦凯恩看来，20 世纪欧洲的教授比美国的大学教授更有声望和受人尊敬，因为他们拥有更多的学术自由，同时与学生保持正式的关系。 此外，教授的专业角色从讲课扩展到研究，研究成为“教授工作的一个组成部分”。 

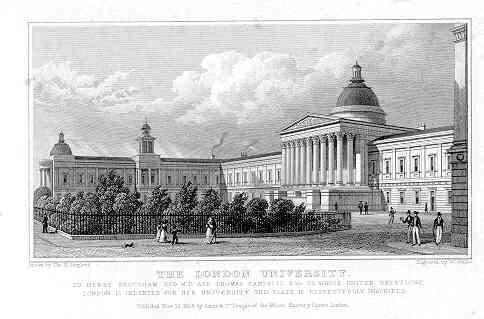
伦敦大学，由Thomas Hosmer Shepherd （1827-28 年）创建，现为伦敦大学学院，是1836年伦敦大学的两个创始学院之一。

1914 年之后，大众接受高等教育的机会慢慢开始， 但主要的障碍仍然是其费用。在 19 世纪的大部分时间里，英国继续只为贵族提供大学教育，直到 20 世纪初，以伦敦大学等新大学为特色的高等教育才开始面向大众。 此外，直到 19 世纪中叶，大学才开始招收女学生，她们面临着很大的困难，例如没有公民权利和社会系统性的性别歧视，怀疑她们的智力和参与大学教育的权利。 结果，普通学生进入大学挑战了德国模式的意识形态，因为他们不同的中产阶级和工人阶级背景，因此不同的期望，导致了不那么具体的洪堡模式。 
在 19 和 20 世纪，欧洲大学生主要负责他们的教育；他们选择学习课程，教授不注册，只在课程结束时进行考试。   Rüegg 认为，学生发展基于当代政治的学生运动的倾向与他们对知识自由和社会责任的态度是一致的。 
进步的教育和政治哲学改变了宗教在所传授的教育中的作用。在 18 世纪，大多数大学都与天主教或新教教堂有着密切的联系，因此教授和学生的宗教信仰决定了就业和录取。  19世纪，宗教被从“必修课”中删除；在法国，拿破仑世俗的法兰西大学困扰着罗马天主教徒，因为它威胁到他们的教育垄断。也就是说，1850 年的Loi Falloux （法卢法）试图恢复罗马天主教会的一些教育权力，但到那时，法兰西大学实际上已经实质性地控制了法国的高等教育。 同样，在英国，新的伦敦大学 (University of London ) 是非教派的， 1854 年的牛津大学法案和1856 年的剑桥大学法案取消了对老牌大学学生的宗教要求，伴随而来的是教堂出席率的下降，以及宗教作为大学教育的组成部分。  

## 世界影响
最终，欧洲大学在全世界建立了大学教育的知识和学术传统。到19世纪末，洪堡大学模式在欧洲、美国和日本建立起来。 在美洲，首先是西班牙人，然后是英国人，然后是法国人在他们 16 世纪初征服的土地上建立了大学， 旨在专业教育他们的殖民者并传播一神论宗教以建立正式的行政统治他们的美洲殖民地；同样，英国人在加拿大、澳大利亚和开普殖民地。日本、近东和非洲都拥有以 19 世纪欧洲模式为基础的大学。这些大学传播西欧科学技术并培训当地居民（主要是当地精英）以开发他们国家的资源； 并且，虽然大多数促进了帝国统治者的社会、政治、经济和文化目标，但有些促进了殖民社会的革命发展。 在 20 世纪，城市化和工业化使大众能够接受大学教育。 自始至终，大学的基本结构和研究目的保持不变；根据 Clark Kerr 的说法，他们“是变化最小的机构之一”。 